# Гусейнова Олена Григорівна
Оле́на Григо́рівна Гусе́йнова (нар. 1979) — українська поетеса, журналістка, ведуча програм «Книжковий топ-7», «У нас усе культурно», «Культура. live», «Пряма мова», «Епізоди», «Без письменника» на «UA: Радіо Культура».

## Життєпис
Народилася 26 вересня 1979 року в місті Помічна Кіровоградської області. З 1981 мешкала у Кривому Розі. 
Закінчила Криворізький державний педагогічний університет (факультет іноземних мов, спеціальність «Англійська й німецька мови»), Національний університет «Києво-Могилянська Академія» (факультет гуманітарних наук, магістр філології) і Київський національний економічний університет імені Вадима Гетьмана (магістр права).
Вірші друкувалися в часописах «Сучасність», «Антології одинадцяти поеток Ми і Вона», антології нової української поезії Анети Камінської «Дольки помаранч» та поетичній антології «Степ.Step».
У 2012 році вийшла окрема книжка віршів «Відкритий райдер».
У 2014 у Братиславі вийшла книжка вибраних поезій словацькою мовою «Spiatočný lístok» (переклад Мар’яна Хевеші). 
У 2016 році у «Видавництві Старого Лева» вийшла книжка «Супергерої». Вірш із цієї книжки став основою для відеопоезії «Як вишні» (анімація та відео Даші Кузьмич), який отримав першу премію на IV Міжнародному фестивалі відеопоезії «CYCLOP». 
Вірші Олени Гусейнової перекладалися польською, словацькою, чеською, англійською, російською мовами. У Польщі польською мовою друкувалася в часописах «Pociąg 76» та «Akcent» (в перекладах Анети Камінської та Андрія Поритка).
З 2016 року працює на «Українському радіо». 
Одружена. Живе в Києві.

## Нагороди
- Лавреатка літературного конкурсу видавництва «Смолоскип» (2005).
- Лавреатка Всеукраїнської літературної премії імені Василя Симоненка (2012) в номінації «За найкращу першу поетичну збірку»[8].
- Лавреатка Премії імені Івана Франка у галузі інформаційної діяльності (2023) в номінації «За найкращий твір у радіомовній сфері»[9].